# Stefan Wannenwetsch
Stefan Wannenwetsch (* 19. Januar 1992 in Langenau) ist ein ehemaliger deutscher Fußballspieler.

## Karriere

### Jugend
Er begann mit fünf Jahren bei den Bambini des SF Rammingen mit dem Fußballspielen.
Als Zehnjähriger wechselte er 2002 in die Nachwuchsabteilung des ehemaligen Bundesligisten SSV Ulm 1846. Dort durchlief er in den folgenden Jahren die Nachwuchsklassen bis hin zur B-Jugend, mit der er in der Spielzeit 2008/09 in der U-17-Bundesliga antrat. Nach der Saison wechselte er nach München-Giesing zum TSV 1860 und spielte dort unter Trainer Alexander Schmidt in der U19. In den folgenden beiden Spielzeiten 2009/10 und 2010/11 spielte er für die U19 der Münchner Löwen in der A-Jugend-Bundesliga Süd/Südwest. Insgesamt kam er in beiden Jahren in 36 Ligaspielen zum Einsatz, zusätzlich spielte er im ersten der beiden Halbfinalspiele um die deutsche A-Jugend-Meisterschaft 2011, wo die Sechzger dem 1. FC Kaiserslautern unterlagen. Schon im März 2011 war Wannenwetsch erstmals für die Profimannschaft aufgelaufen, er war in zwei Testspielen zum Einsatz gekommen.

### Anfänge im Juniorenfußball
2011 rückte Wannenwetsch in den Kader der U23 auf, die in der Regionalliga Süd spielte. In der Spielzeit 2011/12 wurde er 24-mal eingesetzt und erzielte ein Tor. Nach der im Sommer 2012 umgesetzten Ligareform trat die Zweitvertretung des TSV 1860 in der neuen Regionalliga Bayern an. Dabei wurde auch die U23 zu einer U21 verjüngt und fortan von Alexander Schmidt trainiert. In der Saison 2012/13 wurde er in den ersten 21 Spielen fast immer eingesetzt, nur einmal fehlte er aufgrund einer Gelbsperre. In diesen 20 Einsätzen traf er zweimal ins Tor.
Nachdem Alex Schmidt am 18. November 2012 Nachfolger von Reiner Maurer als Trainer der Zweitligamannschaft der Sechzger geworden war, übernahm er einige Spieler der U21, unter ihnen Wannenwetsch, in den Profikader. Am 24. November 2012 gab dieser sein Debüt in der 2. Bundesliga, als er beim Spiel bei Union Berlin in der Startaufstellung stand. Am 14. Dezember 2012 unterschrieb Wannenwetsch schließlich einen Profivertrag bis zum 30. Juni 2016. Bis Saisonende kam er insgesamt sechsmal in der 2. Bundesliga zum Einsatz und einmal im DFB-Pokal. Die U21 führte er in der Rückrunde zumeist als Kapitän an und holte mit der Mannschaft den Meistertitel in der Regionalliga Bayern. Auch im ersten der beiden Aufstiegsspiele gegen die SV Elversberg führte er die kleinen Löwen an. Nach einer roten Karte in diesem Spiel war er für das Rückspiel gesperrt, in dem die Sechzger den Rückstand aus dem Hinspiel nicht mehr aufholen konnten und somit den Saarländern unterlagen.
In der Folgesaison kam er bis zum Winter in sieben Spielen zum Einsatz. Im Jahr 2014 saß er mehrmals auf der Bank, eingesetzt wurde er allerdings nicht mehr. Insgesamt spielte er 13 Mal für die Sechzger in der 2. Liga und zweimal im DFB-Pokal. Für die zweite Mannschaft kam er in 57 Regionalligaspielen zum Einsatz, dabei schoss er drei Tore.

### Wechsel nach Ingolstadt
Eine Woche vor dem ersten Spieltag der Saison 2014/15 wechselte Wannenwetsch zum Ligakonkurrenten FC Ingolstadt 04. Sein Bundesligadebüt gab er am 12. Dezember 2015 (16. Spieltag) bei der 0:2-Niederlage im Auswärtsspiel gegen den FC Bayern München mit Einwechslung für Almog Cohen in der 53. Minute.

### Wechsel zu Hansa Rostock
Im Februar 2016 wechselt er zum Drittligisten Hansa Rostock, wo er einen bis Juni 2017 gültigen Vertrag unterschrieb. Zu seinem ersten Einsatz für die Hanseaten kam Wannenwetsch am 24. Spieltag gegen die Stuttgarter Kickers. Er ging hierbei über die volle Distanz von 90 Minuten. Unter Trainer Christian Brand wurde Wannenwetsch auch zwei Mal im Landespokal Mecklenburg-Vorpommern eingesetzt, so auch im Finale gegen den FC Schönberg 95, welches nach Elfmeterschießen (4:3) gewonnen wurde. Die „Kogge“ sicherte sich somit die Teilnahme am DFB-Pokal 2016/17. Wannenwetsch und Hansa verloren jedoch in der 1. Runde gegen den Zweitligisten Fortuna Düsseldorf mit 0:3. Das erste Pflichtspieltor für die Hanseaten erzielte er am 10. Spieltag der Saison 2016/17 zum 1:0 gegen den SC Paderborn 07 in der 62. Spielminute. Am Ende erreichte er mit Hansa Platz 15 in der 3. Liga und wurde erneut Landespokalsieger, denn im Endspiel des Mecklenburg-Vorpommern-Pokals wurde der MSV Pampow bezwungen (3:1).
Im Juni 2017 verlängerte Wannenwetsch seinen Vertrag in Rostock um zwei weitere Jahre. Er erhielt von seinem neuen Hansa-Trainer Pavel Dotchev nicht nur im DFB-Pokalspiel gegen den Bundesligisten Hertha BSC (0:2), sondern auch in 35 Drittligapartien, in denen er dreimal traf, das Vertrauen geschenkt. Ein weiters, nun drittes Mal, konnte Wannenwetsch den Landespokal gewinnen. Knapp wurde im finalen Spiel gegen den FC Mecklenburg Schwerin (2:1) gewonnen. Im Frühjahr 2019 lehnte der Mittelfeldspieler Angebote des FC Hansa ab, seinen auslaufenden Vertrag zu verlängern. Er war zu dieser Zeit der dienstälteste Profi des Vereins gewesen.

### Karriereende beim VfR Aalen
Nach mehrmonatiger Vereinslosigkeit unterschrieb der Mittelfeldspieler im September 2019 einen bis Juni 2020 gültigen Vertrag beim in die Regionalliga Südwest abgestiegenen VfR Aalen. Dort kam er jedoch nur in sieben Partien zum Einsatz, bevor er ab November 2019 wegen eines Knorpelschadens im Knie ausfiel. Nach Ablauf seines Vertrags beendete er daraufhin seine Spielerkarriere.
Im Anschluss kehrte Wannenwetsch zu seinem Jugendverein SF Rammingen zurück und übernahm das Training von dessen Kreisliga-Mannschaft.

## Erfolge
- Meister der Regionalliga Bayern 2012/2013 (mit dem TSV 1860 München II)
- Zweitligameister 2015 und  Aufstieg in die Bundesliga 2015/16 (mit dem FC Ingolstadt 04)
- Landespokalsieger Mecklenburg-Vorpommern (4): 2016, 2017, 2018, 2019 (mit Hansa Rostock)